# Qiao Zhou
En aquest nom xinès, el cognom és Qiao.
Qiao Zhou (201–270), nom estilitzat Yunnan (允南), va ser un ministre de Shu Han durant el període dels Tres Regnes de la història xinesa. Qiao originalment va servir sota Liu Zhang. Se sap que Qiao va ser de fet un molt talentós astròleg que molt sovint llegia les estrelles per guiar els enviaments de tropes de Zhuge Liang, encara que això és només reflectit en la ficció. Qiao llavors serveix en la cort des del moment en què Liu Bei es converteix en emperador fins a la caiguda de Shu Han. Qiao també va ajudar a convèncer a l'inepte Liu Shan de rendir-se a l'oposició superior de Deng Ai de l'estat de Cao Wei.